# Grammotaulius ornatus
Grammotaulius ornatus is een schietmot uit de familie Limnephilidae. De soort komt voor in het Palearctisch gebied.